# Аборты в Бельгии
Аборты в Бельгии полностью легализованы начиная с 4 апреля 1990 года. Аборты легальны до 12 недель после зачатия (14 недель после последней менструации), и женщина должна пройти консультации в течение шести дней до аборта, а потом врач должен следить за её здоровьем в течение нескольких недель после этой процедуры. Поздние сроки абортов разрешены, если есть риск для жизни женщины или ребёнок может родиться с дефектами.
По состоянию на 2009 год число абортов составило 9,2 на 1000 женщин в возрасте 15-44 лет.

## Либерализация законодательства об абортах 1990 года
До 1990 года Бельгия оставалась одной из немногочисленных европейских стран, где аборты были под запретом. Однако их можно было делать неофициально (и даже получать компенсации от фондов медицинского страхования) когда их регистрировали как «выскрёбывание». Подсчитано, что тогда каждый год проводили 20000 абортов (в сравнении с 100 000 рождений).
Когда Закон о либерализации абортов был принят, это вызвало споры среди многих бельгийцев. В начале 1990 года, несмотря на противодействие христианской партии, коалиция Социалистической и Либеральной партий приняла закон, который частично либерализовал законодательство об абортах в Бельгии. Бельгийские епископы обратились к населению с публичным заявлением, в котором изложили своё доктринальное и пастырское неприятие закона. Они предупреждали бельгийских католиков, что любая особа, задействованная «эффективно и непосредственно» в совершении абортов, «исключает себя из церковного общества». Мотивированный сильной позицией бельгийских епископов, король Бодуэн 30 марта сообщил премьер-министру, что он не может подписать закон, не поправ своей совести как католик. Поскольку законы не вступают в силу без королевской подписи, то его отказ подписать мог вызвать конституционный кризис. Однако проблему удалось решить путём договора между королём и премьер-министром Мартенсом, согласно которому Бельгийское правительство объявило короля неспособным выполнять обязанности, взяв на себя его полноправие и одобрил закон, после чего на следующий день парламент проголосовал за то, чтобы восстановить короля на его посту. В Ватикане охарактеризовали действия короля как «благородный и смелый выбор», продиктованный «очень сильной моральной совестью». Другие считали действия Бодуэна «не больше чем жестом», поскольку его восстановили на посту короля всего через 44 часа после отстранения от власти.